# Suchacz
Suchacz (deutsch: Succase) ist ein am Rand der Elbinger Höhe gelegener Küstenort in der Woiwodschaft Ermland-Masuren am Frischen Haff in der Danziger Bucht in Polen. Suchacz gehört zur Gmina Tolkmicko im Powiat Elbląg und liegt etwa 8 km südwestlich von Tolkmicko (Tolkemit) und 17 km nördlich von Elbląg (Elbing).

## Geschichte
Am Ort konnte eine jungsteinzeitliche Siedlung nachgewiesen werden, die ungefähr zwischen 2000 und 1700 v. Chr. bestand.
Der Name Succase leitet sich vermutlich vom altpreußischen Begriff suckis für "Fisch" her. Angesichts dessen wird angenommen, dass der Ort bis in die Ordenszeit hinein durch prußische Fischer besiedelt wurde. Auf einer Karte von 1640 bezeichnete der schwedische Kartograph Olao Ioannis Gotho die Siedlung noch mit dem Namen "Fischerbud".
Im Zuge der deutschen Ostkolonisation und der Eroberungen des Prußengebietes durch den Deutschen Orden wurde die Bevölkerung allmählich und schließlich vollständig germanisiert. Im Zuge des Dreizehnjährigen Krieges fand 1463 in der Nähe von Succase das Seegefecht am Frischen Haff zwischen dem Preußischen Bund und dem Deutschen Orden statt. 
Bedingt durch die Niederlage des Deutschen Ordens im Dreizehnjährigen Krieg (1454–1466) gegen den Preußischen Bund und dem mit ihm verbündeten polnischen König stand Succase zwischen 1466 und 1772 als Teil von Preußen Königlichen Anteils unter nomineller Hoheit der polnischen Krone. Erstmalige namentliche Erwähnung fand Succase 1570 im Zuge eines Streites zwischen dem Hauptmann von Tolkemit und dem Elbinger Rat, zu dessen Gebiet der Ort gehörte. Hierdurch wird dokumentiert, dass es vor Ort zu dieser Zeit nichts mehr als einen Krug gegeben zu haben scheint. Erst allmählich kamen im Laufe der Zeit einige wenige kleinere Häuser (sogenannte Eigenkätnerhäuser) hinzu, deren Bewohner hauptsächlich vom Fischfang lebten.
Nach der ersten polnischen Teilung 1772 gehörte Succase zur preußischen Provinz Westpreußen, mithin seit 1871 zum Deutschen Reich. 1773 bestimmte der nach wie vor für Succase zuständige Elbinger Magistrat, dass die Bewohner nicht zu Frondiensten herangezogen werden dürften, sondern nur zu Holzhau in den städtischen Wäldern.
Im 19. Jahrhundert wuchs das Dorf, bedingt durch die Keramikindustrie, zunehmend an. Nachdem zuvor der Schulunterricht in Lenzen stattgefunden hatte, wurde nun die Einrichtung einer Schule im Ort selbst notwendig. 1838 kaufte die Gemeinde eine im Bau begriffene Kate, die als Schulgebäude eingerichtet wurde. Im Herbst 1838 wurde das Schulhaus vom Lenzener Pfarrer Simon Gottwerth Plehwe eingeweiht.
Neben dem Fischfang war die Arbeit in der örtlichen Ziegelei eine der Einkommensquellen der Bewohner. In der zweiten Hälfte des 19. Jahrhunderts erhielt der Ort einen zweiten Krug. Mit der Eröffnung der Haffuferbahn 1899, die Succase mit Elbing und mit Braunsberg verband, avancierte das Dorf insbesondere für die Elbinger zum Ausflugsort, an dem sich im Sommer ein Strandleben etablierte. An Bedeutung gewann darüber hinaus der Obstbau, die Haffküste entwickelte sich zur Obstkammer Ost- und Westpreußens. So dehnte sich das Dorf immer weiter aus, die Bevölkerung wuchs zunehmend an. In der Kirschenzeit verschifften die Succaser die Früchte mit ihren Kähnen bis nach Königsberg. Zwischen 1919 und 1921 wurde eine Chaussee angelegt, die Succase mit Elbing und Tolkemit verband. 1925 hatte Succase 623 Einwohner.
Nach dem Zweiten Weltkrieg wurde die deutsche Bevölkerung aus Succase vertrieben und der Ort in Suchacz umbenannt. Das Dorf konnte aber sehr bald seinen Rang als Ausflugsziel wiedererlangen, zumal auch die Haffuferbahn alsbald ihren Betrieb wiederaufnahm. Noch in den 1970er Jahren gab es ein Restaurant, Campingplatz, Erholungsheim der Polnischen Staatsbahn (PKP), Badestrand usw. Zum Ende des 20. Jahrhunderts setzte dann der Niedergang ein. In den 80er und 90er Jahren wurde der Ort heruntergewirtschaftet. 2005 stellte die Haffuferbahn ihren Betrieb ein. Im Jahr 2004 wurde in Suchacz ein Yachthafen eingerichtet.

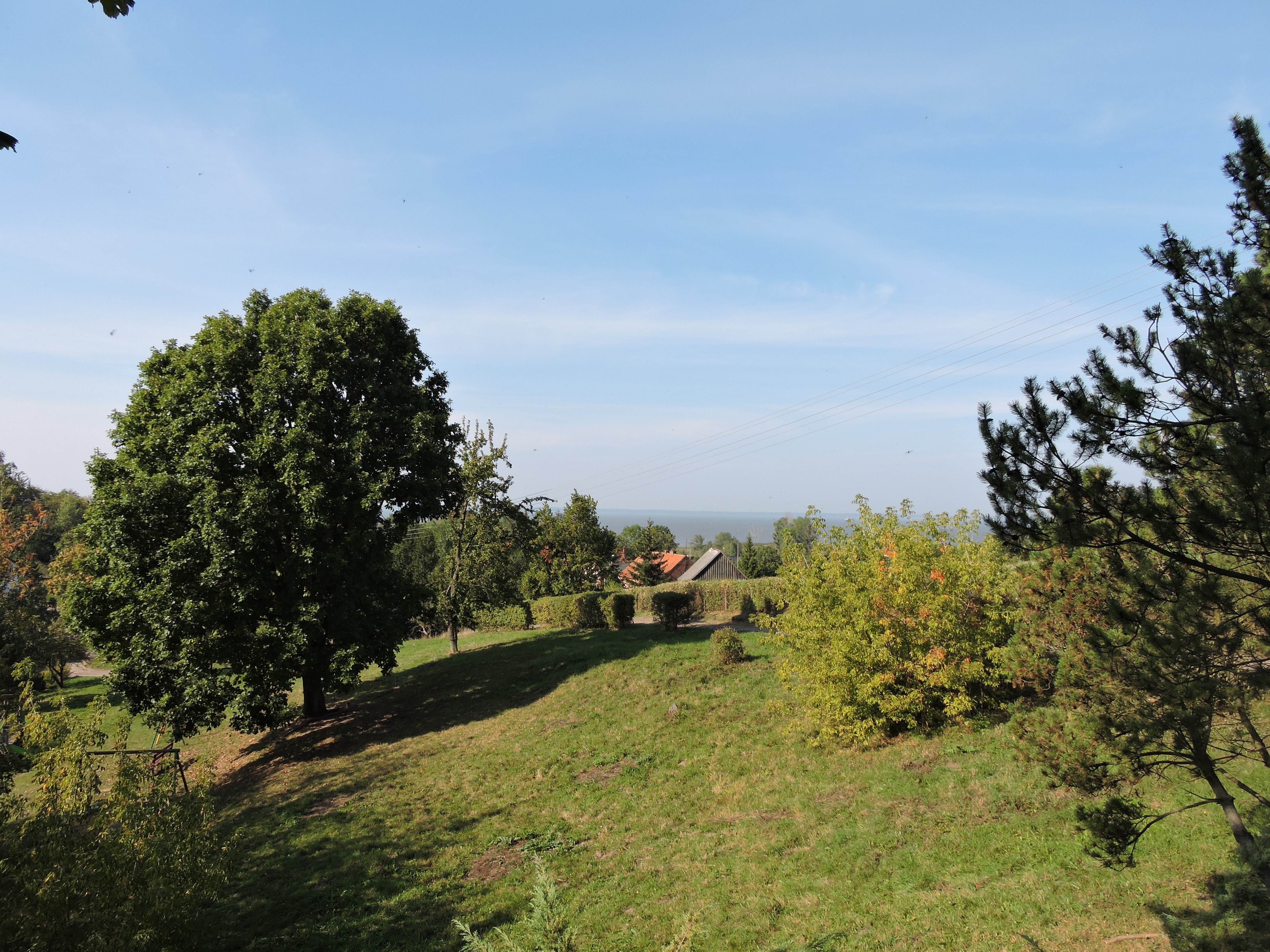
Blick auf Succase und das Frische Haff

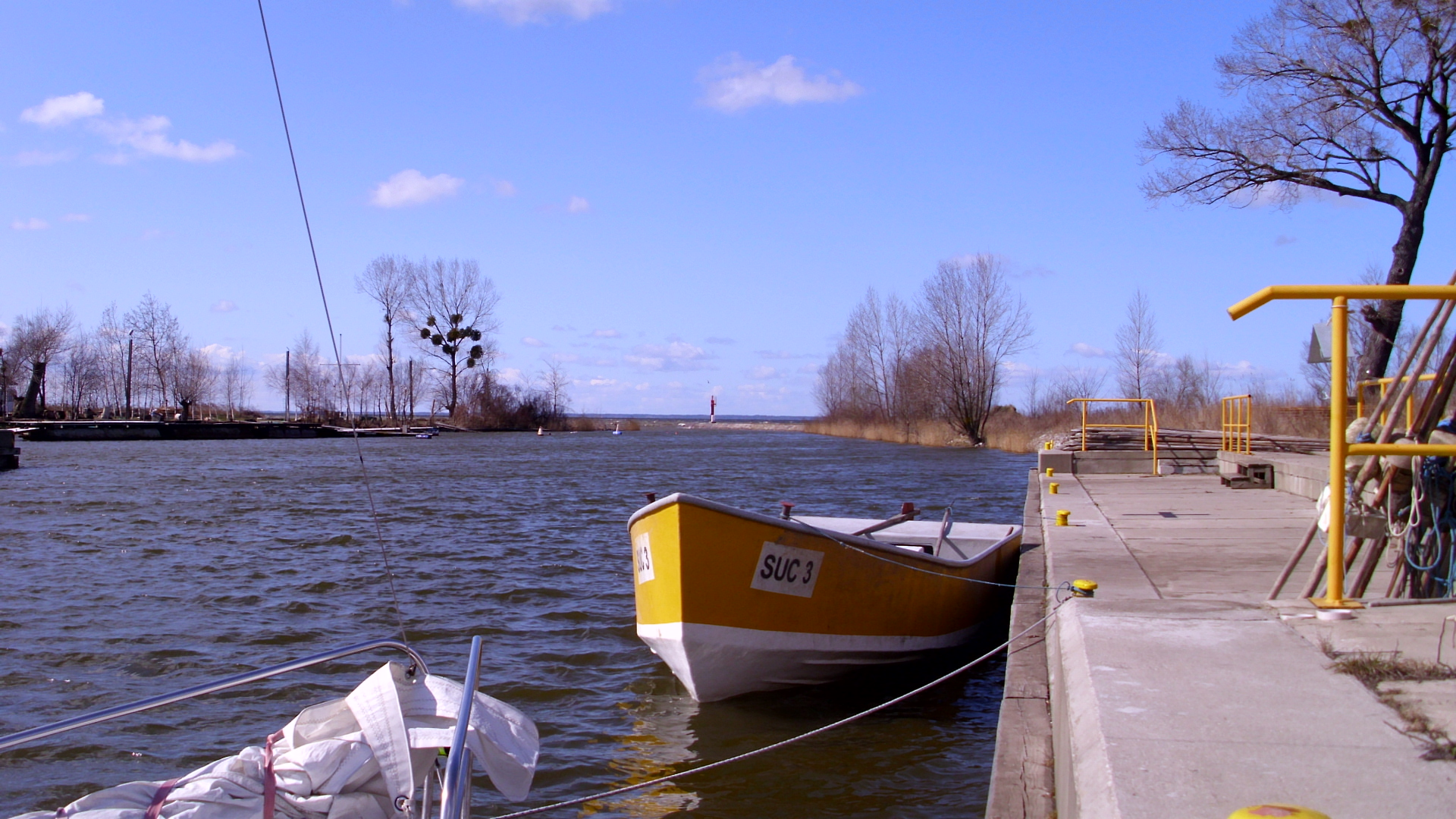
Der Hafen von Succase

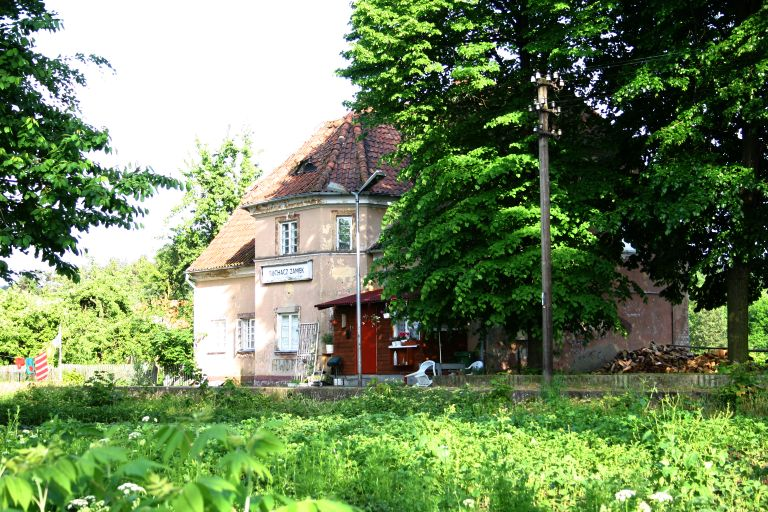
Bahnhof Succase Haffschlösschen